# Cheyenne (sprog)
Cheyenne er et algonkinsprog, der tales af cheyennefolk i Montana og Oklahoma. Sproget er truet med kun 1.920 talere i 2015. Ordenes rækkefølge falder ret frit, og ved substantiv skilles mellem levede og døde ting.